# Ochotnica Górna
Ochotnica Górna est une localité polonaise de la gmina d'Ochotnica Dolna et du powiat de Nowy Targ en voïvodie de Petite-Pologne.